# 뫼벨바겐
37mm 대공 아우프 파르게스텔 판저캄프바겐 4호 《3.7cm FlaK auf Fahrgestell Panzerkampfwagen IV》 (sf) (Sd.Kfz. 161/3)은, 상자모양의 포탑(닫혔을때) 때문에 별명이 뫼벨바겐 ("가구적재 트럭《Furniture Van》")이었다. 뫼벨바겐은 자주 대공포로써 4호전차의 차체를 가지고 만들어졌다. 뫼벨바겐은 독일 국방군에 의해 운용되었고, 제 2차 세계 대전 때 유럽에서 쓰였다.
1943년 독일 공군이 급쇠함에 따라 연합군의 지상공격용 비행기로부터 전차와 보병, 물자를 보호할 수단이 따로 필요하게 되었기에 1943년 초, 4호전차를 차체를 이용한 자주 대공포가 제안되었다.  20mm 대공포를 탑재한 첫 번째 프로토타입은 히틀러에게 1943년 12월 7일에 보여졌으나, 점점 빨라지고 튼튼해지는 연합군을 비행기를 막기에는 부족하다고 판단되어 오직 한대만 만들어진 후 포기되었다.  보다 강력한 3.7cm FlaK 43 L/89 대공포를 탑재한 두 번째 디자인은 더더욱 강력한 대공포가 개발될 때까지의 임시적인 자주 대공포로 승인받게 되었다.  Flakpanzer IV, (4호 대공전차)로 불리게 된 뫼벨바겐은 약 240대에서 270대가량 생산된 것으로 추정되고, 첫 번째 생산기들은 1944년 4월부터 서부전선에 배치되었다.
뫼벨바겐은 주로 동부전선에서 파손된 4호 전차가 공장으로 되돌아온 차체에 대공포 지지대를 심고 90도의 각도로 열릴 수 있는 25mm 장갑판을 둘러서 만들어졌다. 장갑판은 처음의 20대는 강화처리를 받지 않은 12mm 쇠판을 두장 겹쳐서 만들어졌고, 후의 25대가량은 10mm 강화 처리판 두장을 겹쳐서 만들었다.  그 후에는 25mm 강판 한장으로 만들어졌고, 이러한 후기형은 내부로부터 외부로 총을 쏠 수 있는 피스톨 포트가 있다.  하체는 4호전차 그대로이기 때문에 전면장갑은 80mm로 후기형 4호 전차와 동등했다.  뫼벨바겐은 이동할 경우에만 상자모양으로 장갑판을 올려 승무원을 파편이나 개인무기로부터 보호했으나, 대공포 발사시에는 모서리의 고리를 이용해서 약 35도 각도로 장갑판을 열고 하늘을 향해 발포하거나, 전부 열어서 평평하게 낮은 목표를 향해 발포하거나 했지만, 강판을 4장 붙인 간단한 설계상, 대공포 발포중 승무원들은 장갑판의 보호를 받기는 어려웠다.그뒤 뫼벨바겐을 대체할 목적으로 회오리바람이란 뜻의  4호대공전차 "비르벨빈트 Wirbelwind"가 만들어진다.
뫼벨바겐은 임시적인 목적으로 만들어진 자주 대공포였으나 1944년 6월 노르망디 상륙작전 당시, 독일의 제9, 제11, 제116 전차사단에 각 1개의 대공소대로 해서 각 소대당 8대씩 배치되었다.  이때에는 전부 서부전선에 배치되었으나 프랑스 중부에 배치되었기 때문에 1944년 9월부터 실전참가하게 되었다.  또한 7월부터는 제6, 제19 전차사단에 16대가 동부전선으로도 보내졌다. 그 후 각 전차여단에도 배치되었으나 무장SS 사단에는 10SS 사단밖에 배치된 곳이 없었다. 임시방편이었지만 독일의 전차연대를 연합군 비행기로부터 보호하는데는 중요한 역할을 했고, 결국은 차세대 자주 대공포인 Wirbelwind 비르벨빈트 (회오리바람), Ostwind 오스트빈트 (동쪽바람), Kugelblitz 쿠켈블리츠  (구형번개)등 발포중에도 승무원을 장갑판으로 보호할 수 있고, 포탑이 회전하는 설계의 자주대공포에게 그 자리를 물려주게 되었지만 차세대 대공포들의 생산이 늦어지는 이유로 뫼벨바겐은 종전 2달 전까지 매달 30대씩 생산되어, 실질적인 대공전차의 주력은 뫼벨바겐으로 남게 되었다.

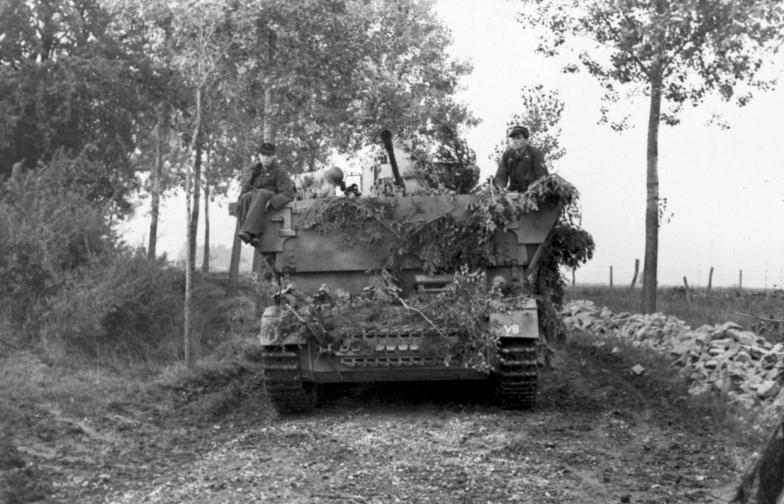
남 프랑스에서의 뫼벨바겐, 1944년 6월 21일(D-Day+15)